# Grand prix de littérature japonaise
Le grand prix de littérature japonaise (日本文学大賞, Nihon Bungaku Taishō) est un prix littéraire décerné tous les ans de 1969 à 1988 par « Société des éditions Shinchō pour la promotion de la littérature ». Il est un des « trois grands prix de littérature des éditions Shinchō »(三大新潮賞, Midai Shinchōshō).

## Liste des lauréats

### 1969-1980
- 1969
  - Comité de sélection
    - Mitsuo Nakamura, Fumio Niwa, Yukio Mishima

  - Lauréats
    - Yasushi Inoue pour Oroshiya kokusui mutan (おろしや国酔夢譚) (dt. Der Sturm)
    - Taruho Inagaki pour Shōnen'ai no bigaku (少年愛の美學)

  - Candidats
    - Takeshi Kaikō pour Kagayakeru yami  (輝ける闇)
    - Rinzō Shiina pour Kinjin no kyūka (勤人の休日)
    - Kōjirō Serizawa pour Ningen no unmei (人間の運命)
    - Inagaki Taruho pour Tōkyō tonsōkyoku (東京遁走曲)
    - Muramatsu Takeshi pour Hyōbu Pōru Varerī (評傅ポール・ヴァレリー)
    - Tsuneari Fukuda pour Kai tsutetata maru ka! okuman chōja fujin (解つてたまるか!　億萬長者夫人)
- 1970
  - Comité de sélection
    - Tatsuzō Ishikawa, Nobuo Kojima, Taijun Takeda, Ken Hirano

  - Lauréat
    - Sawako Ariyoshi pour Izumo no Okuni (出雲の阿国)

  - Candidats
    - Kenzaburō Ōe pour Warera no kyōki o ikinobiru michi o oshieyo (われらの狂氣を生き延びる道を教えよ)
    - Shōhei Ōoka pour Mindoro-shima futatabi (ミンドロ島ふたたび)
    - Rinzō Shiina pour Chōekinin no kokuhatsu (懲役人の告發)
    - Kazumi Takahashi pour Nihon no akurei (日本の惡靈)
    - Fumio Niwa pour Shinran (親鸞)
    - Kiyoteru Hanada pour Zuihitsu Sangokushi (随筆三国志)
- 1971
  - Comité de sélection
    - Jun Etō, Shōhei Ōoka, Mitsuo Nakamura, Seiichi Funabashi

  - Lauréats
    - Tetsutarō Kawakami pour  nikki (有愁日記)
    - Fukuda Tsuneari pour Sōtō imada shisezu (総統いまだ死せず)

  - Candidats
    - Shintarō Ishihara pour Kaseki no mori (化石の森)
    - Taeko Kōno pour Kaitentobira (回転扉)
    - Nobuo Kojima pour Kaidan no noborihana (階段ののぼりはな)
    - Jakuchō Setouchi pour Tōi koe (遠い声)
    - Shichirō Fukazawa pour Shomin retsuden (庶民列伝)
    - Shizuo Fujieda pour Gongujōdō (欣求浄土)
    - Tetsuo Miura pour Umi no michi  (海の道)
    - Shūgo Honda pour Embō Kinshi?  (遠望近思)
- 1972
  - Comité de sélection
    - Inoue Yasushi, Shūsaku Endō, Taijun Takeda, Ken Hirano

  - Lauréats
    - Fumiko Enchi pour Asobidamashi  (遊魂)
    - Takehiko Fukunaga pour Shi no shima (死の島)

  - Candidats
    - Minpei Sugiura pour Watanabe Kazan (渡辺崋山)
    - Kunio Tsuji pour Sagano meigetsuki  (嵯峨野明月記)
    - Yukio Mishima pour Hōjō no umi (豊饒の海)
- 1973
  - Comité de sélection
    - Fumiko Enchi, Nobuo Kojima, Shin'ichirō Nakamura, Mitsuo Nakamura

  - Lauréat
    - Taijun Takeda pour Kairaku (快楽)

  - Candidats
    - Kōbō Abe pour Hakootoko (箱男)
    - Takeshi Kaikō pour Natsu no yami (夏の闇)
    - Hitomi Yamaguchi pour Hitogoroshi (人殺し)
- 1974
  - Comité de sélection
    - Shōhei Ōoka, Taijun Takeda, Ken Hirano, Kenkichi Yamamoto

  - Lauréat
    - Kōsaku Takii pour Haijin Chūgen (俳人仲間)

  - Candidats
    - Hiroyuki Agawa pour Kurai hatō (暗い波濤)
    - Inoue Mitsuhara pour  shiki hangyakushatachi (心優しき叛逆者たち)
    - Chiyo Uno pour Ame no oto (雨の音)
    - Meisei Gotō pour Hasamiuchi (挟み撃ち)
- 1975
  - Comité de sélection
    - Shūsaku Endō, Nobuo Kojima, Mitsuo Nakamura, Seiichi Maruyama

  - Lauréat
    - non attribué

  - Candidats
    - Chiyo Uno pour Usuzumi no sakura (薄墨の桜)
    - Minako Ōba pour Garakuta kakubutsukan (がらくた博物館)
    - Taeko Kōno pour Mukankei (無関係)
    - Junzō Shōno pour Yasumi no akuru hi (休みのあくる日)
    - Taeko Tomioka pour Meido no kazoku (冥土の家族)
    - Shin'ichirō Nakamura pour Shiki (四季)
    - Tetsuo Miura pour Ya (野)
    - Shōtarō Yasuoka pour Shisetsu  (私説聊斎志異)
    - Junnosuke Yoshiyuki pour Kaban no nakami (鞄の中身)
    - Junzō Karaki pour Azum amichi no ku (あづまみちのく)
    - Shōichi Saeki pour Nihon no watashi o motomete (日本の「私」を索めて)
    - Ken Hirano pour Samazama na seishun (さまざまな青春)
    - Kenkichi Yamamoto pour Hakuchō Masamune (正宗白鳥)
- 1976
  - Comité de sélection
    - Takeshi Kaikō, Taijun Takeda, Ken Hirano, Seichō Matsumoto

  - Lauréats
    - Kazuo Dan pour Kataku no hito (火宅の人)
    - Yutaka Haniya pour Shirei (死霊)

  - Candidats
    - Kōbō Abe pour Warau tsuki (笑う月)
    - Shōhei Ōoka pour Shōnen (少年)
    - Ryōtarō Shiba pour Kūkai no fūkei (空海の風景)
    - Junnosuke Yoshiyuki pour Osoroshii basho (恐ろしい場所)
    - Makoto Ōoka pour Okakura Kakuzō (岡倉天心)
- 1977
  - Comité de sélection
    - Jun Etō, Shōhei Ōoka, Ryōtarō Shiba, Mitsuo Nakamura

  - Lauréats
    - Yoshie Wada pour Kurai nagare (暗い流れ)
    - Boku Hagitani pour ses notes sur Notes de chevet (枕草子)
- 1978
  - Comité de sélection
    - Shūsaku Endō, Kiichi Sasaki, Seichō Matsumoto, Tsutomu Minakami

  - Lauréats
    - Hideo Kobayashi pour Motoori Norinaga (本居宣長)
    - Toshio Shimao pour Shi no toge (死の棘)
- 1979
  - Comité de sélection
    - Kenzaburō Ōe, Ryōtarō Shiba, Fumio Niwa, Seiichi Maruyama

  - Lauréats
    - Otohiko Kaga pour Senkoku (宣告)
    - Kenkichi Yamamoto pour Uta no jikaku no rekishi (詩の自覚の歴史)
- 1980
  - Comité de sélection
    - Hiroyuki Agawa, Takeshi Kaikō, Mitsuo Nakamura, Masakazu Yamazaki

  - Lauréats
    - Yoshikichi Furui pour Sumika (栖)
    - Shin'ichi Yūki pour Sora no hosomichi (空の細道)

### 1981-1987
- 1981
  - Comité de sélection
    - Jun Etō, Otohiko Kaga, Shinoda Hajime Shinoda, Shōtarō Yasuoka, Kenkichi Yamamoto

  - Lauréat
    - Nobuo Kojima pour Watashi no sakka henrenki (私の作家遍歴)
- 1982
  - Comité de sélection
    - Kōichi Isoda, Shūsaku Endō, Ryōtarō Shiba, Shin'ichirō Nakamura, Seiichi Maruyama

  - Lauréats
    - Yasushi Inoue pour ? ibun (本覚坊異聞)
    - Shōtarō Yasuoka pour Ryūritan? (流離譚)
- 1983
  - Comité de sélection
    - Jun Etō, Takeshi Kaikō, Hajime Shinoda, Seichō Matsumoto, Tsutomu Minakami

  - Lauréat
    - Tetsuo Miura pour Shonen sanka (少年讃歌)
- 1984
  - Littérature
    - Comité de sélection
      - Shūsaku Endō, Takeshi Kaikō, Hajime Shinoda, Seichō Matsumoto, Tsutomu Mizukami

    - Lauréat
      - Yoshiko Shibaki pour Sumida-gawa boshoku (隅田川暮色)

  - Documentaire
    - Comité de sélection
      - Kōbō Abe, Masataka Kōsaka, Ryōtarō Shiba, Kunio Yanagita, Shichihei Yamamoto

    - Lauréat
      - Ryōtarō Shibapour Kaidō o yuku (22) Nanban no michi I (街道をゆく・（二十二）南蛮のみちI)
- 1985
  - Littérature
    - Comité de sélection
      - Shūsaku Endō, Kaikō Takeshi, Shinoda Hajime, Matsumoto Mitsuo, Tsutomu Minakami

    - Lauréat
      - Shin'ichirō Nakamura pour Fuyu (冬)

  - Documentaire
    - Comité de sélection
      - Abe Kōbō, Kōsaka Masataka, Shiba Ryōtarō,Kunio Yanagida, Yamamoto Shichihei

    - Lauréat
      - Donald Keene pour Hyakudai no kakaku (百代の過客)
- 1986
  - Littérature
    - Comité de sélection
      - Shūsaku Endō, Takeshi Kaikō, Hajime Shinoda, Seichō Matsumoto, Tsutomu Mizukami

    - Lauréats
      - Morio Kita pour Kagakeru aokisora no shita de (輝ける碧き空の下で) deuxième partie
      - Yaeko Nogami pour Mori (森)

  - Documentaire
    - Comité de sélection
      - Kōbō Abe, Kōsaka Masataka, Ryōtarō Shiba, Kunio Yanagita, Shichihei Yamamoto

    - Lauréats
      - Tadanobu Tsunoda pour Nō no hakken (脳の発見)
      - NHK pour 21 seiki wa keikokusuru (21世紀は警告する), paryie 1-6
- 1987
  - Littérature
    - Comité de sélection
      - Shūsaku Endō, Takeshi Kaikō, Hajime Shinoda, Seichō Matsumoto, Tsutomu Minakami

    - Lauréat
      - Takeshi Kaikō pour Yabureta mayu mimi no monogatari (破れた繭　耳の物語), Yoru to kagerō mimi no monogatari (夜と陽炎　耳の物語)

  - Documentaire
    - Comité de sélection
      - Kōbō Abe, Kōsaka Masataka, Ryōtarō Shiba, Kunio Yanagida, Shichihei Yamamoto

    - Lauréat
      - Hiroyuki Agawa pour Shigeyoshi Inoue (井上成美)